# Соларино, Валерия
Валерия Соларино (итал. Valeria Solarino; 4 ноября 1978, Барселона, Венесуэла) — итальянская актриса.

## Биография
Родилась в Венесуэле в семье итальянцев. Её отец с Сицилии, из коммуны Модика (провинция Рагуза), мать из Турина. После обучения в течение четырёх лет на факультете философии и литературы Туринского университета, где она получила степень бакалавра философии, Валерия начала свою карьеру профессиональной актрисы в школе знаменитого туринского Teatro Stabile.
После получения некоторого сценического опыта была замечена и выбрана Миммо Калопрести для небольшой роли в фильме Счастье ничего не стоит (2003). В начале её карьера развивалась стремительно: в том же году Валерия играет роль Майи в фильме Fame chimica Паоло Вари и Антонио Бокола и, в 2003, роль Беи в фильме Che ne sarà di noi, режиссёра Джованни Веронези.
В 2005 году состоялось «посвящение»: роль Линды, рядом с Фабио Воло, в фильме Алессандро Далатри, Лихорадка. В 2006 году вышел фильм Тайное путешествие Роберто Андо. В 2009 году удостоена награды как лучшая актриса на фестивале Cannes Film Festival, за роль Анжелы в фильме Морская фиалка.
В 2008 году номинирована на премию Давида ди Донателло за лучшую женскую роль второго плана за фильм Signorina Effe , Вильмы Лабате.
В 2010 вышел фильм Валланцаска — ангелы зла, в котором Валерия Соларино сыграла Консуэло.
В 2011 вышел фильм Ruggine.
В 2013 году Соларино участвует во втором сезоне Una grande famiglia 2, в роли Жанны, сотрудницы компании Бенедетти Валентини, которая влюбляется в Стефана Ренгони.
Более 10 лет состоит в отношениях с режиссёром Джованни Веронези.

## Кино
- La felicità non costa niente, Миммо Калопрести (2003)
- Fame chimica, Антонио Бакола и Паоло Вари (2003)
- Che ne sarà di noi, Джованни Веронези (2003)
- La febbre, Алессандро Далатри (2005)
- Viaggio segreto, Роберто Андо (2006)
- Manuale d’amore 2 — Capitoli successivi, Джованни Веронези (2007)
- Вальс, Сальваторе Майра (2007)
- Signorina Effe, Вильма Лабате (2007)
- Italians, Джованни Веронези (2009)
- Holy Money, Maxime Alexandre (2009)
- Морская фиалка, Донателла Майорка (2009)
- Genitori & figli — Agitare bene prima dell’uso (2010)
- Валланцаска — ангелы зла, Микеле Плачидо (2010)
- Любовь: Инструкция по применению, Джованни Веронези (2011)
- Ruggine, Daniele Gaglianone (2011)
- Захочу и соскочу, Сидней Сибилия (2014)
- Una donna per amica, Джованни Веронези (2014)
- La terra dei santi, Фернандо Мурака (2015)
- La scelta, Микеле Плачидо (2015)
- Меня зовут Майя, Tommaso Agnese (2015)
- Захочу и соскочу: Мастеркласс, Сидней Сибилия (2017)
- Захочу и соскочу: Супергерои, Сидней Сибилия (2017)

## Телевидение
- Анита Гарибальди, режиссёр Клаудио Бонивенто — Фантастика — Rai 1 (2012)
- Большая семья — Фантастика — Rai 1 — (2013-2015)

### Короткометражные
- Гараж Мадам, режиссёр Никола Рондолино (2003)
- Жена, режиссёр Андреа Заккариелло (2006)
- Никаких орхидей, режиссёры Симоне Годано и Леонардо Годано (2010)
- Лучше заткнись, режиссёр Елена Боурыка (2013)